# Keldur

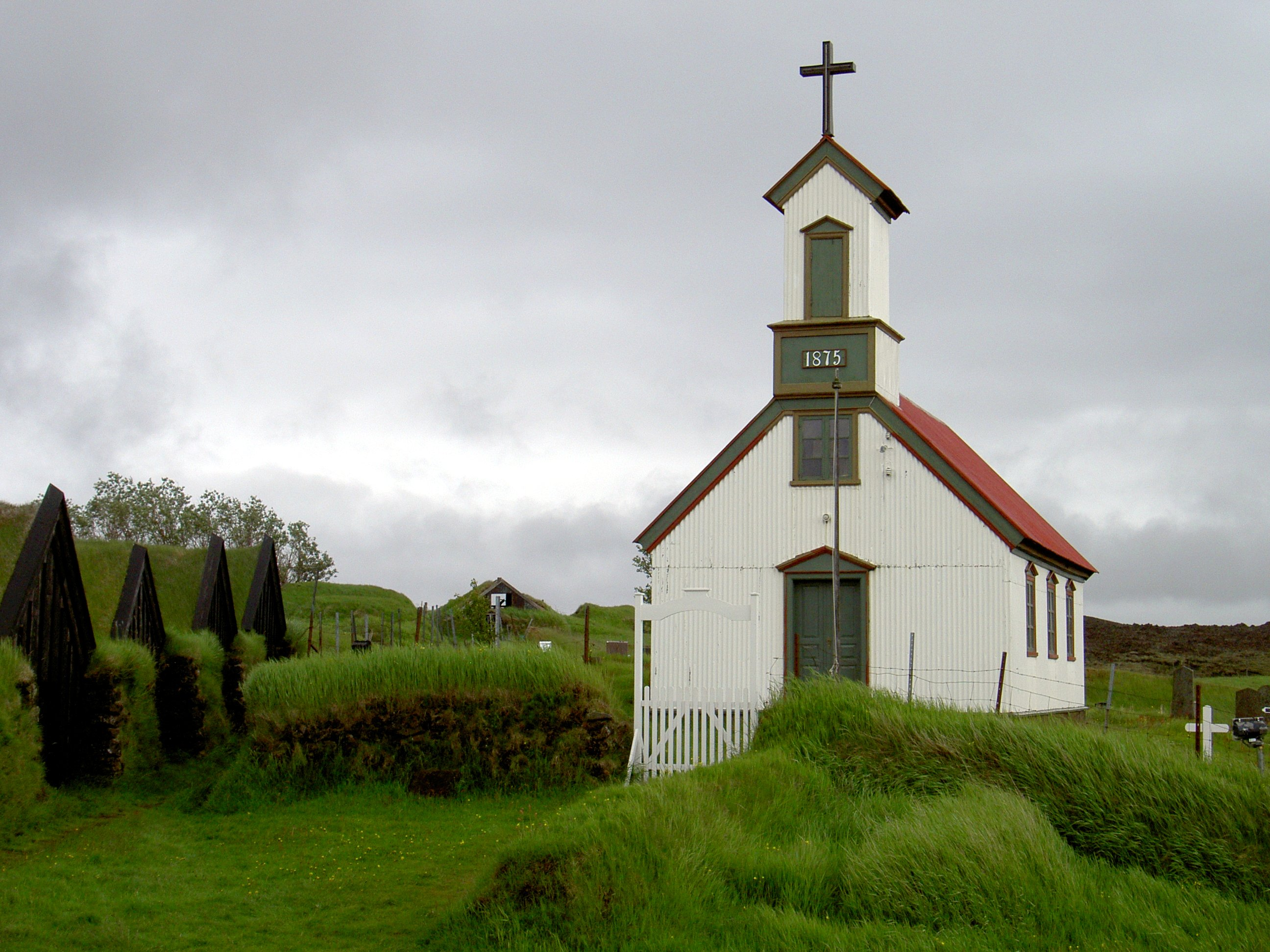
Keldnakirkja. Gavlarna på de torvtäckta husen i den gamla byn syns till vänster.

Keldur är en by i Rangárvellir på Island i regionen Suðurland. I byn finns en gammal gård och fornlämningar efter ett gammalt residens. På gården, som var bebodd fram till 1946, finns ett 20-tal byggnader. Norr om byn ligger vulkanen Hekla.
Byn sattes 18 december 2001 upp på Islands tentativa världsarvslista för de traditionella torvtäckta husen i byn. Den 7 februari 2011 uppdaterade Island listan och Keldur ingår sedan dess i det tentativa världsarvet Torvhustraditionen.

## Historik

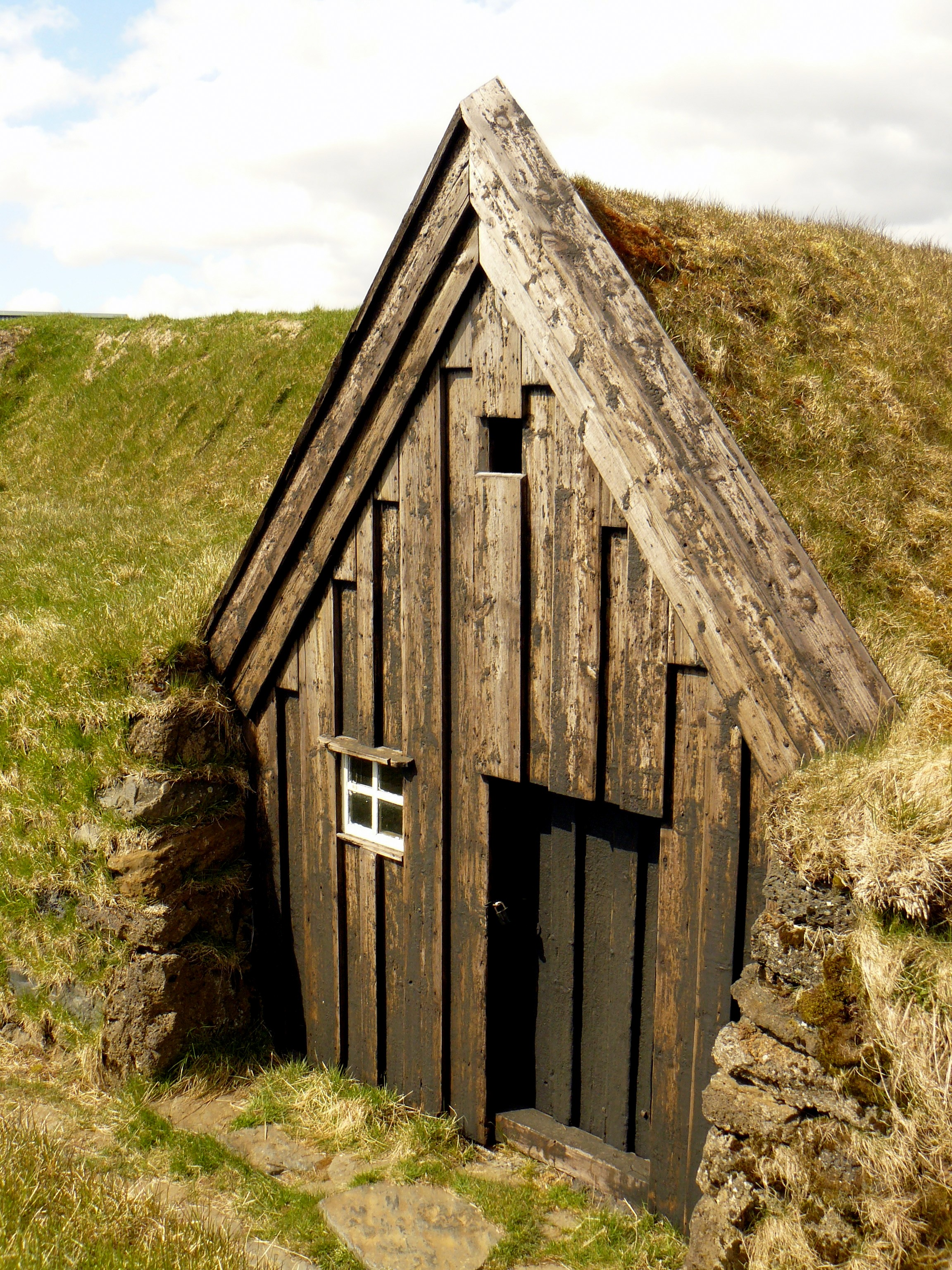
Gavel på ett av de torvtäckta husen.

Den första kända bonden på Keldur hette Ingjaldur Höskuldsson och omtalas i Njals saga. Gården kom senare att bli hövdingasläkten Oddaverjars residensgård. Hövdingen Jón Loftsson bodde här och tros vara begravd i byn. På 1200-talet bodde hövdingen Hálfdan Sæmundsson, sonson till Jón, och hans hustru Steinvör Sighvatsdóttir på Keldur.
Grunden till bostadshuset i Keldur anses vara från 1000-talet och huset är idag det äldsta på Island. Residenset är numera museum. Från bostadshuset går en gammal underjordisk gång till gårdsbäcken som återfanns under en arkeologisk utgrävning 1998. Sådana gångar, kallade jarðhus, nämns i de isländska sagorna.
Förr var marken norr om Keldur ett bevuxet område med flera gårdar som nu har begravts i den svarta lavasanden. Område var bevuxet fram till mitten av 1800-talet då sanden tog över. Sanden tros ha uppkommit i samband med Heklas utbrott år 1511. När det tjocka pimpstenslagret lagt sig efter vulkanutbrottet, söder och sydväst om Hekla, började sand genom vinderosion blåsa mot Rangárvellir och byn Keldur.

## Kyrkan i Keldur
I Keldur har en kyrka funnits sedan urminnes tider och betjänas från Odda. Den nuvarande timmerkyrkan, på isländska kallad Keldnakirkja, uppfördes 1875.